# 松中駅
松中駅（ソンジュンえき、朝鮮語: 송중역）は、朝鮮民主主義人民共和国咸鏡南道徳城郡にある駅で、徳城線に属する。

## 隣の駅
徳城線
三岐駅 - 松中駅 - 上一駅